# 神学大全

Summa theologica, 1596

《神学大全》（拉丁語：Summa Theologica，亦作[Summa Theologiae] 错误：{{Lang}}：文本有斜体标记（帮助），簡稱[Summa] 错误：{{Lang}}：文本有斜体标记（帮助））是意大利哲學家托馬斯·阿奎那（1225-1274）的代表作，也是西方哲学和神学历史上最重要的著作之一。
原本的編寫目的是作為當時編寫神學教學作品的入門手冊，總結和歸納了天主教信條背後的原理和目的。

## 成書

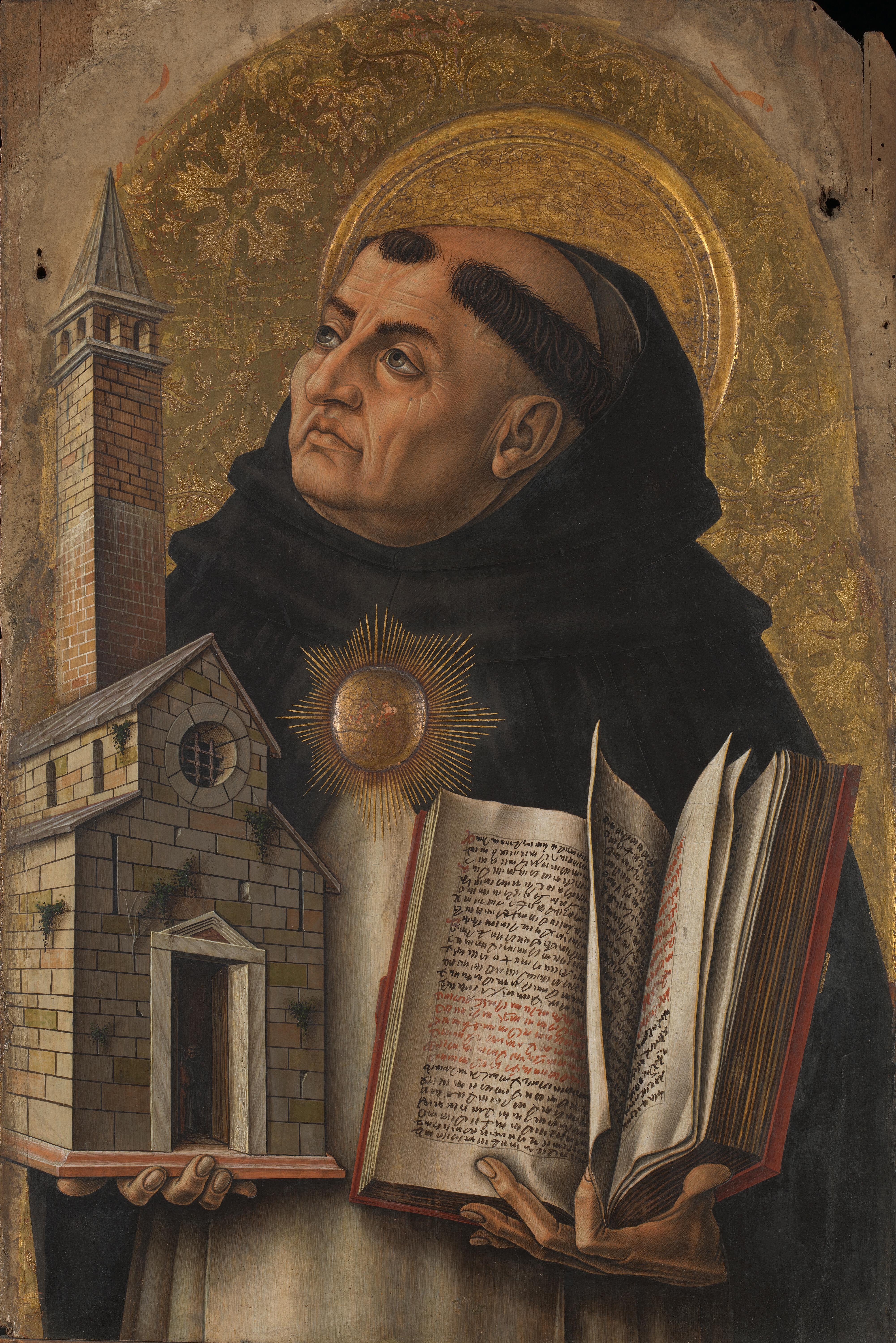
托馬斯·阿奎那像

1259年，托馬斯·阿奎那出任教廷神學顧問，開始撰寫《神學大全》，到1265年，在罗马完成第一部分。1269年，阿奎那到巴黎大學任教，期間完成第二部分的写作。返回那不勒斯，繼續第三部分。然而，1273年12月6日，阿奎那經歷一次“神秘体验”之后，突然停止写作與口授。次年，他受教皇格里高利五世之命前往里昂参加大公会议，3月7日在途中病逝。雷鉅納神父根據阿奎那的著述，梳理成補編。
《神學大全》是托馬斯·阿奎那集平生學識大成之作，也是他最為知名和最重要的作品。

## 譯本
世界各主要語言皆有《神学大全》譯本。
2008年，天主教的中華道明會多明我出版社與碧岳學社聯合出版《神學大全》的中文譯版十九冊。編譯過程由周克勤神父主持，費時近30年。